# Marionetas de la sombra
Marionetas de la sombra (Shadow Puppets) es una novela de ciencia ficción escrita por Orson Scott Card en 2002, continuación de La sombra del Hegemón, la tercera de la Saga de la Sombra de Ender, también conocida como El cuarteto de Bean. Originalmente la novela se llamaba La Sombra de la Muerte.

## Argumento
Poco tiempo ha pasado desde que Bean entregó a Aquiles a los chinos. Durante esta temporada ha estado trabajando junto a Peter, el Hegemón, con la ayuda de Petra y Suriyawong en el puesto de Estrategos. Pero todo cambia el día que Peter decide alterar el curso de una misión y Bean decide dimitir de su puesto y marcharse junto a Petra.
Bean y Peter lucharán en dos frentes diferentes esta vez. Bean se enfrentará al deseo irrefrenable de Petra de casarse y tener hijos con ella. Y Peter, al único enemigo capaz de hacerle sombra en la hegemonía sin la ayuda de Bean, donde deberá aprender a confiar en gente que no es lo que parece y no es estúpida, tal y como él mismo piensa: sus padres.
John Paul y Theresa Wiggin deberán enseñarle a su hijo a abrir los ojos y le demostrarán que no es el único miembro listo de su familia aparte de sus hermanos en la lucha frente al más temible enemigo que Peter jamás tendrá, Aquiles de Flandes.
Peter, el hermano de Ender, es ahora  Hegemon de la Tierra. Aceptando ayuda desde China, donde Aquiles de Flandes está prisionero, Peter planea con Bean la misión, pero en el último minuto (porque duda que Bean coopere) se la asigna a Suriyawong, alumno de la escuela de batalla de Tailandia, para rescatar a Aquiles, creyendo que podría espiarle y darle acceso a su sistema,  y volver hacia su lado a algún país que le apoya (en ese momento, Aquiles ha traicionado a Rusia, Pakistán, y la India).
Aquiles es conocido por matar a cualquiera que le vea vulnerable. Bean y su amiga Petra, quienes también sirvieron con Ender ven lo que se avecina, así que inmediatamente pasan a la clandestinidad, y comienzan la preparación para una futura confrontación. Bean cree que Peter ha sobrestimado a Aquiles seriamente. Durante sus viajes, Petra le convence para casarse con él y tener hijos, a pesar de que puedan heredar la Clave de Anton, aunque Bean sea reluctante de trasmitir su defecto. Bean encuentra al doctor Volescu, el que activó originalmente la clave en sus genes, y les prepara nueve embriones para inseminación artificial. Uno es implantado en petra y el resto se guardan.
Al mismo tiempo, recibe un mensaje de Han Tzu, un camarada de la Escuela de Batalla, quien más tarde informa a Peter sobre Aquiles.  Al darse cuenta de que todo había sido un montaje, Bean manda un mensaje para los padres de Peter, y huye con Peter del complejo del Hegemón, logra escapar de un intento de asesinato y se refugia en Damasco, donde se encuentra a otro camarada de la escuela, Alai, el nuevo Califa no confirmado del mundo unificado del islam. Mientras tanto, sus embriones son robados y Bean cree que Aquiles los usará para amenazarle.
Peter y sus padres escapan a la plataforma de colonización en el espacio (la antigua escuela de Batalla), bajo la protección del Coronel Graff, su antiguo comandante, y ahora Ministro de Colonización. Poco después de llegar un mensaje delata su presencia. Fingiendo su salida de la estación espacial, Peter y sus padres descubren al traidor. El servicio de transporte no tripulado enviado como señuelo es derribado sobre Brasil (la ubicación del primer complejo del Hegemón, ahora ocupado por Aquiles).
En la novela anterior, China ha conquistado la India e Indochina.  Alai planea liberarlos invadiendo primero China (en una finta) y luego la India (una vez que China haya retirado sus tropas para defender su patria). Su invasión es exitosa, y dándose cuenta de la situación de peligro, el gobierno chino relega a Aquiles, al demostrarse que robó el lanzador de misil que destruyó el transbordador espacial que actuó como señuelo. Sin nadie a quien acudir, Aquiles contacta con Bean y le ofrece los embriones a cambio de un salvoconducto.
Bean y Peter retornan al complejo del Hegemon.  Aquiles espera que Bean esté tan obsesionado con la idea de recuperar a sus hijos que pueda ser asesinado con una bomba en el maletín de transporte que los lleva. Cuando Bean descubre la trampa, Aquiles ofrece hasta embriones falsos en un plato de petri, con la esperanza de atraer a Bean a una posición vulnerable, donde Bean pueda ser asesinado. Sin embargo, Bean ya ha decidido que Aquiles estaba fingiendo y se niega a caer en cualquiera de sus trampas.  Por último, Bean saca una pistola, y con Aquiles suplicando por su vida, le dispara en el ojo. Por lo tanto, Aquiles muere de una manera similar a su primera víctima, Poke, a quien mató con un cuchillo en el ojo.
La novela termina con Peter restaurado como Hegemón, Petra se reúne con Bean, Ali como califa al mando de los musulmanes del mundo, una China muy reducida en territorio y obligados a aceptar condiciones humillantes, pero los ocho embriones siguen perdidos.